# Инес Јанковић
Инес Јанковић (Брчко, 28. новембар 1982) српска је модна дизајнерка. Позната је по дизајнирању венчаница, одабране спортске опреме, кожних јакни а поседује и своју линију накита. Њен стил се може описати као класичан али са одређеним допунама.

## Позадина
Инес Јанковић је рођена у Брчком, Босна и Херцеговина, тада део СФР Југославије. Њена породица се услед ратних дешавања преселила из Брчког када је она била јако млада, прво у Хрватску када је имала три године након чега се опет, заједно са породицом, вратила у Босну. Када се рат завршио, њена породица се преселила у Нови Сад где је уписала средњу школу.
Након завршетка средње школе у Новом Саду, Инес је неколико година живела у Лондону након чега се преселила у Италију где је уписала студије дизајна ентеријера у Фиренци и Риму. Након студија дизајна ентеријера, Инес је уписала студије модног дизајна на Маранђони институту у Милану.

## Каријера
Инес Јанковић је своју прву линију одеће објавила 2012. године са потписом Ines Atelier, док је своју прву колекцију накита представила током 2013. године. Њен стил се може описати као, према писању магазина Ел: 
Њени комади одеће не одударају превише од класичног стила али увек имају неку своју аутентичну ноту, некада карактеристичну али углавном суптилну.
Инес Јанковић је била учесник на Belgrade Fashion Week-у неколико пута. Њена прва модна ревија у 2012. године, названа „Birkin Rapsody”, била је сачињена од хаљина, панталона, капута и сукњи шљаштућих боја. Њена пролеће/лето модна колекција из 2013. године, названа „Gentle Irony”, била је сачињена из дневних и ноћних хаљина тиркизних и песковитих боја а била је инспирисана уметницом Тамаром де Лампицком. Године 2014, као део Belgrade Fashion Week-овог пројекта „Zone 45”, Јанковић је била учесница на модним ревијама у Љубљани и Загребу. Такође је била запажена у Београду, када је представила модну колекцију „Glow” која је била сачињена од спортске одеће са футуристичким елементима и њене линије накита ручне израде. Њена каснија колекција накита „Bird in Space”, која је промовисна 2016. године, била је сачињена од апстрактних фигура инспирисаних птичијим летом са 3D детаљима мреже и коже. Година која је уследила донела је још једну нову линију накита Инес Јанковић названу „Хедонизам и мода” а била је садржана из свилених плетенина, Сваровски кристала и полу-драгих камења који су креирали детаље накита.
Године 2016, њена „Modern Bride” модна колекција венчаница била је описана као њена минималистичка геометријска силуета са уочљивим концима и линијама. Њена колекција свадбених хаљина „Haute Couture” из 2018. године била је инспирисана архитектуром и украшена је била са бисерима, латицама и чипком. Године 2017, Инес Јанковић је била укључена у специјалној групи дизајнера на модној ревији током Belgrade Fashion Week-а.
За њену линију одеће, Јанковић користи свилу коју допремају високо-технолошке фабрике најчешће из Јапана и Италије. Сви мотиви и текстили су ручно дизајнирани од стране Јанковићеве. Кожа која се користи за „моторке” (кожне јакне које се носе током вожње мотора) долази из Србије и најчеше је у неколико боја попут плаве, зелене, црвене или црне.
Популарна српска глумица Јелисавета Орашанин се венчала у једној од венчаница коју је дизајнирала Јанковићева. Глумица је такође носила један од дизајнеркиних аутфита на Канском филмском фестивалу.
Пре модног ангажовања, Инес Јанковић се бавила дизајном ентеријера.
Живи у Београду.